# こちらササキ研究所
こちらササキ研究所（こちらささきけんきゅうじょ）とは、テレビ東京の平日18:30 - 19:00（JST）のバラエティ番組枠「スキバラ」の木曜日枠で2006年4月6日にスタートした番組。7月20日、7月27日の2週間の休止を経て8月3日から再開したが、9月28日をもって放送終了した。
なお、後番組は「キンコンヒルズ」。

## 番組概要
この番組は、大富豪「ササキ」が研究所を建てたが、その後、借金まみれになってしまい、その返済の為、極楽とんぼの2人が実験台となるという設定の下、「バレーボールの達人2人を相手に、素人が何人で試合をすれば勝てるか」等の疑問に対し、実際に実験を行って答えを出す。最後にエビが得点を発表する、というものである。
2006年4月よりテレビ東京が新たに平日夕方18:30に新設した「スキバラ」枠の1本として、4月6日より「極楽とんぼのこちらササキ研究所」として放送開始したが、7月18日の山本圭壱（当時は芸名を「山本圭一」に変えていた）の不祥事問題により、7月13日放送分を最後に打ち切りとなった。演出スタッフだった佐久間宣行がニッポン放送の「高田文夫のラジオビバリー昼ズ」にゲスト出演した際に「偶然極楽とんぼの夏休みの関係で撮影を撮り貯めしていた」事が明かされ、その撮り貯め分は打ち切り直前に予告していた「ルパン三世になれるかパート2」以外、5本分が日の目を見ることなくお蔵入りになったという。地方では数週遅れで放送しているため7月13日放送分より前に打ち切りとなった。
問題直後、穴埋めに「スキバラ・傑作選」として7月20日放送分では「ココリコミリオン家族」（火曜日に放送）を再放送、7月27日放送分では「ガレッジ ワザーランド」を再放送した。なお同時ネットを行っている岐阜放送ではどちらも初めての放送となるため、新聞テレビ欄には「再」のマークは表記されていなかった（テレビ愛知は表記あり）。
お蔵入りになった5本には一般の参加者が数多く出演しており、当時「スッキリ」（日本テレビ）が始まったばかりで決して時間に余裕がある訳では無かったにも拘らず、加藤浩次はその人たちに申し訳ないと「山本を別の芸人にしてもらってもいいし、俺、全部初見のリアクション取るから、全部撮り直させてくれ」と佐久間に懇願してきたという。結局番組はタイトルから「極楽とんぼ」の冠を外した「こちらササキ研究所」として二週挟んだ8月3日から再開。再開初回では不祥事前に収録済みだった「ルパン三世になれるかパート2」を山本の出演シーンをカットしたうえで放送し、後の5本も企画を変えながら撮り直して凌いだ。加藤と進行役だった増田和也（当時テレビ東京アナウンサー）が残り、山本の補充要員として新たに品川庄司を迎えた。オープニングやエンディングでは監視ロボットエビ一人でしゃべるようになって出演者との掛け合いがなくなった。これに伴い監視ロボットエビによる採点もなくなった。なお、再開初回のオープニングではこの一件には触れず「二週間休んでごめんなさい」とだけテロップが出された。また加藤浩次の名前テロップの下に「極楽とんぼ」のテロップがあった。

## 出演
- 極楽とんぼ（4月6日 - 7月13日）
  - 加藤浩次（4月6日 - 9月28日）
  - 山本圭一（4月6日 - 7月13日）
- 品川庄司（8月3日 - 9月28日）
- エビ（声：蛭子能収）：CGキャラクターの監視ロボット。通称エビちゃん。
- 増田和也（当時テレビ東京アナウンサー）
- 阪井あかね（ナレーション）

## スタッフ
- 構成：鈴木工務店、オークラ/大井洋一
- ブレーン：北本かつら、たちばなひとなり
- 技術：山岸慶太郎
- 映像調整：山本豪雄
- カメラマン：吉田和雄
- 音声：斉藤孝行
- 照明：テレビ東京アート
- 美術：関根恵二
- セットデザイン：薬王寺哲朗
- 美術進行：森本士朗
- タイトル：上田大樹（instant wife）
- キャラクターデザイン：筧昌也
- CG：ハロウィンジャック
- メイク：山田かつら
- スタイリスト：石村英理
- ビジュアルフォーマット：松本哲也（TDKコア）
- VTR編集：落合勇（TDKコア）
- MA/音効：久坂恵紹（戯音工房）
- 番組宣伝：田口亜希子（テレビ東京）
- AP（アシスタントプロデューサー）：竹内美佳（テレビ東京）、三谷佳子
- ディレクター：辻野伸行、一戸浩介
- 演出：佐久間宣行（テレビ東京）、袰川斉
- プロデューサー：大庭竹修（テレビ東京）、林正樹（吉本興業）、西本武
- チーフプロデューサー：近藤正人（テレビ東京）
- 技術協力：テクノマックス、TDKコア
- スタッフ協力：office fum
- 制作協力：吉本興業
- 製作著作：テレビ東京

## 系列外ネット局
- 岐阜放送（GBS）木曜18:30 - 19:00（同時ネット・独自の特番の場合は放送休止）

※9月21日、9月28日は特番の影響で休止となり、代替措置の無いことから事実上9月14日分で終了した。
- 静岡第一テレビ（SDT）日曜10:55 - 11:25

尚、SDTは前番組終了後ネットを打ち切っており、9月末まで「撮りッたがり決死隊 トッターマンDS」を放送していた（同局公式サイト基本番組表は「サンデーセレクション」）。